# Эберхард, Изабель
Изабе́ль Эберха́рд /Изабе́лль Эберха́рдт, Изабе́лла Энни́, урождённая Эберга́рдт/ (нем. Isabelle Eberhardt; 17 февраля 1877, Женева — 21 октября 1904, Айн-Сефра, Алжир) — исследовательница и писательница, путешествовавшая по Северной Африке. Для своего времени была весьма свободомыслящим человеком, отклонившим традиционную европейскую мораль в пользу своего собственного пути, который заключался в переходе в ислам. Погибла во время наводнения в пустыне в возрасте 27 лет.

## Ранняя жизнь и семья
Мать: Натали Морде́ /Мурде́/ (Nathalie [de] Moerder), урождённая Эберхардт, аристократка немецко-русских кровей из прибалтийских немцев, лютеранка.
Отец: Александр Трофимовский (Alexandre Trophimowsky) родился в Армении, анархист, друг Бакунина, бывший священник русской православной церкви (бывший семинарист), философ, учёный, полимат и полиглот, принявший ислам, имевший армянские корни.
Ходили также слухи, что отцом Изабель мог быть Артюр Рембо.
Мать Изабель ранее была замужем за пожилым вдовцом, генералом русской армии Павлом де Морде (Pavel de Moerder), занимавшим важнейшие посты в Российской империи. От первого брака у генерала был сын. Родив мужу ещё двоих сыновей и дочь, Натали ездила по Швейцарии, восстанавливая здоровье. С нею был пасынок, её собственные дети, а также их домашний учитель Трофимовский и его дети. Вскоре после прибытия в Женеву Натали родила ещё одного сына, старшего брата Изабель, которого назвали Августин (Augustin), а четыре месяца спустя пришло известие, что её муж умер от сердечного приступа.
Натали Морде решила остаться в Швейцарии, и спустя четыре года в Женеве родилась Изабель. Несмотря на то, что Натали была влюблена в учителя своих детей, а дети генерала и дети семинариста росли вместе, Изабель была зарегистрирована в качестве «незаконнорождённой» дочери на девичью фамилию матери, чтобы избежать огласки отцовства наставника её детей. Однако Эберхард никогда не признавала отцовства Трофимовского. В последующем её незаконнорождённость привела к финансовым и эмоциональным проблемам, лишив права на наследство и способствуя развитию отчуждённости от братьев и сестёр по матери, которые ненавидели её отца.
Невзирая на всё это, Изабель была хорошо образованна.
Всему Изабель учил сам отец, он не пускал дочь в школу, «чтобы её не испортила цивилизация». Изабель свободно владела французским, говорила на русском, немецком и итальянском языках. Русский был её родным языком. Она изучала латынь и греческий, а также классический арабский, читая вместе с отцом Коран, который вызубрила чуть ли не наизусть, отец воспитывал её в почтении к великой книге; позднее Изабель стала свободно говорить на арабском.
С раннего возраста она одевалась как мужчина. Сперва Изабель донашивала за своими братьями их одежду и, соответственно, по-мальчишески стриглась. Позднее этому стали способствовать предубеждения отца по поводу опасностей, которые могли подстерегать юную барышню. Для своего спокойствия отец отпускал Изабель в город с большой запущенной виллы, где жила семья, лишь в мужском платье. Подобному переодеванию способствовала узкобёдрая, плоскогрудая фигура. В последующем Изабель стала одеваться как мужчина для того, чтобы пользоваться большей свободой, какой женщины не имели в то время.

## Путешествие в Африку
В 1888 году её единоутробный брат Августин вступил во французский Иностранный легион и был направлен в Алжир. Это вызвало интерес Изабель к Востоку, и она начала ещё серьёзнее изучать арабский язык. Её первая поездка в Северную Африку состоялась с матерью в мае 1897 года, когда её мать надеялась встретиться с Августином. Они также рассматривали возможность постоянно поселиться там. Хотя они обе обратились в ислам, её мать скоропостижно скончалась в Аннабе и была похоронена там под именем Фатма Маннубия. Вскоре после смерти матери Изабель приняла сторону местных мусульман в их вооружённой борьбе против колониального господства французов.
Два года спустя, в 1899 году, Трофимовский умер от рака гортани в Женеве на руках Изабель. После самоубийства её единокровного брата Владимира и брака Августина с француженкой, с которой у Изабель не было ничего общего, она решила порвать все связи с прежней жизнью. С этих пор Изабель провела большую часть своей оставшейся жизни в Северной Африке, изучая пустыню северного Алжира и бывая также в Тунисе.

## Духовные путешествия
Одеваясь как мужчина и называя себя Си Махмуд Эссади (Si Mahmoud Essadi), Эберхард жила в арабском обществе, пользуясь свободой, которую иначе не могла бы иметь.
Во время своих путешествий она вступила в контакт с тайным суфийским братством Кадирия, которое активно участвовало в оказании помощи бедным и нуждающимся, борясь против несправедливостей французского колониального господства.
В начале 1901 года в Бехайме она была атакована человеком с саблей, который чуть не отрубил ей руку, но позже она простила мужчину и (успешно) высказалась за сохранение ему жизни.
Возможно, покушение было вызвано тем, что фанатики считали её любовницей шейха суфиев. То есть арабы прекрасно понимали, что имеют дело с переодетой девушкой. Однако, согласно арабскому этикету вежливости, человека считают тем, за кого он себя выдаёт. Арабам было лестно, что европейская женщина столь хорошо знает язык и старается во всём следовать обычаям, а шейх суфиев приблизил к себе «Махмуда» из уважения к неподдельной вере удивительной и храброй девушки и её познаниям в исламе.
17 октября 1901 года в Марселе вышла замуж за алжирского солдата Слимана Энни (Slimane Ehnni)
В 1903 году Изабель начала работать в качестве военного репортёра на юге Орана.
21 октября 1904 года Эберхард погибла в Алжире во время наводнения в городке Aйн-Сефра (Айн-Сафра). После долгой разлуки её муж только что воссоединился с ней. Она арендовала дом по этому случаю. Этот дом, построенный из глины, развалился надвое во время наводнения.
По одним сведениям, наводнение было вызвано проливными дождями, её муж был смыт, но выжил.
По другим источникам, наводнение было вызвано редким природным явлением: в горах стаял снег, и по сухому руслу реки, совершенно неожиданно, в ясную погоду, с бешеной скоростью, сметая всё на своём пути, хлынул мощный поток грязи и ледяной воды высотой в два−три метра. В ветхом доме, где находились Изабель с мужем, рухнули балки. Его вытащили, её — нет.
Изабель была похоронена в соответствии с обрядами ислама в Айн-Сефре. Слиман Энни умер в 1907 году.

## Произведения и публикации
Источник , если не указано иначе
В первые годы после смерти Изабель вышли несколько книг и статьи во французских газетах о её путешествиях:
- «Алжирские рассказы» (фр. «Nouvelles Algériennes», 1905)
- «В горячей тени ислама» (фр. «Dans l'Ombre Chaude de l'Islam», 1906)
- «Страницы ислама» (фр. «Pages d’Islam», 1920)[9]
- «Дневные рабочие» (фр. «Les journaliers», 1922)

Также опубликованы книги:
- «Искатели забвения» (англ. «The Oblivion Seekers», City Lights Publishing, 1975) — в переводе Пола Боулза, сборник 13 рассказов, составленный для издания в 1972 году
- «Песчаные моря» (нем. «Sandmeere», 1981) в 4-х томах
- «В тени ислама» (англ. «In the Shadow of Islam», 1993)
- «В плену дюн» (англ. «Prisoner of Dunes», 1994)
- «Бродяга» (англ. «Vagabond») — роман в переводе Аннетт Кобак (Annette Kobak)
- «Расставания: Избранные произведения» (англ. «Departures: Selected Writings», 1994) — в переводе Карим Хамди (Karim Hamdy) и Лауры Райс (Laura Rice).
- «Кочевник: дневники Изабель Эберхардт» (англ. «The Nomad: The Diaries of Isabelle Eberhardt», Interlink Books, 2003) — на англ., дневники Эберхардт, которые удалось спасти от убившего её потопа, повествующие о последних четырёх годах жизни Изабель

## В кино и на сцене
В 1991 году Иен Прингл – австралийский режиссер, продюсер и сценарист, снял биографический художественный фильм под названием «Изабель Эберхард» (англ. Isabelle Eberhardt (film)), 1991). В роли писательницы – Матильда Май.
В феврале 2012 года в арт-центре «The Kitchen» в даунтауне Нью-Йорка состоялась премьера оперы в одном действии «Песня бунта: Жизнь и смерть Изабель Эберхард (англ. Song from the Uproar: The Lives and Deaths of Isabelle Eberhardt)» композитора Мисси Маззоли по либретто Ройса Ваврека и Маззоли.

## Комментарий
1. ↑  В источнике указано русское написание Эхнни, являющееся транслитерацией латинского написания, однако, в соответствии с правилами французского языка буква «h» при чтении не произносится, см.[6]